# Empoascanara circumscripta
Empoascanara circumscripta är en insektsart som först beskrevs av Matsumura 1910.  Empoascanara circumscripta ingår i släktet Empoascanara och familjen dvärgstritar. Inga underarter finns listade i Catalogue of Life.